# Sergio Floccari
Sergio Floccari (Vibo Valentia, 12 novembre 1981) è un dirigente sportivo ed ex calciatore italiano, di ruolo attaccante, coordinatore del settore giovanile del Monza.

## Biografia
Dal 26 maggio 2012 è sposato con Maria Elisa Canti, Miss San Marino 2001, senza comunque acquisire la cittadinanza sammarinese. Impegnato nel sociale, è testimonial della lotta contro il cancro.
Il 6 febbraio 2025 il Comune di Fiumara, nella città metropolitana di Reggio Calabria, gli assegna la cittadinanza onoraria in relazione al legame con il padre Giuseppe, originario del luogo.

## Carriera

### Giocatore

#### Club
Muove i suoi primi passi nel Nicotera, prima di approdare nelle giovanili del Catanzaro. Dopo essersi messo in luce al Faenza, con 10 reti che non evitano però la retrocessione del club dalla Serie C2 alla Serie D, nel 2002 viene tesserato dal Genoa. Esordisce in Serie B il 14 settembre 2002 contro il Messina, subentrando al 53' al posto di Hassen Gabsi e andando a segno.

- (2004), Floccari segna coronando una grande azione personale

Il 27 gennaio 2003 viene ufficializzato il suo passaggio in comproprietà al Rimini, squadra che da anni ambiva alla risalita dalla Serie C2 alla C1. Il 25 maggio seguente, nella semifinale di andata dei play-off contro il Grosseto, si rompe il legamento crociato del ginocchio destro, mentre la squadra prosegue il cammino centrando la promozione. Rientra in campo nell'ottobre seguente, in una Serie C1 2003-2004 che lo vede collezionare 24 presenze e 10 reti, tra cui un'azione personale rimasta nella memoria dei tifosi riminesi: uno slalom nel derby contro il Cesena, con partenza da centrocampo e rete dopo aver dribblato la retroguardia bianconera. Nella stagione successiva ottiene con il Rimini la seconda promozione in tre anni, contribuendo con 7 reti al primo posto in classifica davanti ad Avellino e Napoli e giocando perlopiù titolare, davanti al fantasista Adrián Ricchiuti e al fianco di Muslimović. Comincia in Romagna anche la stagione 2005-2006 in Serie B, prima di essere ceduto nel mercato invernale.
Nel gennaio 2006 approda per la prima volta in carriera in Serie A con l'acquisto in comproprietà da parte del Messina, dove ritrova l'ex compagno Muslimović. Esordisce in Serie A tre giorni dopo, contro la Lazio, subentrando al 72' ad Arturo Di Napoli. Il 18 febbraio realizza una doppietta contro la Juventus. Chiude la stagione con tre reti in 18 presenze.
Nell'estate 2007 passa a titolo definitivo all'Atalanta per 1.600.000 euro più il cartellino del difensore Mariano Stendardo. Realizza la sua prima rete in gara ufficiale con la maglia nerazzurra a San Siro contro i campioni d'Italia in carica dell'Inter, ripetendosi nella giornata successiva in casa contro il Napoli. Il 24 febbraio 2008 realizza una doppietta che permette alla squadra di Luigi Delneri di rimontare il doppio svantaggio contro il Siena. Si ripete ancora a San Siro, questa volta contro i rossoneri del Milan, siglando una rete e contribuendo al successo finale per 2-1 dell'Atalanta. Conclude la stagione con un gol alla sua ex-squadra, il Genoa, ottenendo un bottino totale di 8 marcature in campionato.
Nell'estate 2008 rimane ancora a Bergamo dopo essere stato molto vicino a un trasferimento al Palermo. Nella stagione 2008-2009 è la punta di riferimento dell'attacco atalantino; in campionato mette a referto 12 reti, 10 delle quali nel girone d'andata (compresa una doppietta contro l'Inter campione d'Italia in carica alla diciannovesima giornata) risultando il miglior realizzatore della squadra lombarda.
Il 1º luglio 2009 viene acquistato a titolo definitivo dal Genoa, formazione nella quale aveva già militato nella stagione 2002-2003. Il 13 settembre 2009 esordisce in campionato, davanti al proprio pubblico, contribuendo con una marcatura alla vittoria del Grifone per 4-1 sul Napoli. Esordisce e segna il suo primo gol nelle coppe europee nella sfida del girone di Europa League tra gli spagnoli del Valencia e il Genoa, sconfitto dagli iberici col punteggio di 3-2.
Il 4 gennaio 2010, dopo aver segnato complessivamente 4 gol in 11 partite con la maglia del Genoa, viene ceduto ufficialmente alla Lazio in prestito con diritto di riscatto fissato a 9,5 milioni di euro. Nella società capitolina ritrova il suo vecchio allenatore ai tempi del Faenza, Carlo Regno, vice-allenatore biancoceleste. All'esordio, avvenuto nella gara Lazio-Livorno del 6 gennaio 2010, realizza una doppietta nel secondo tempo in sei minuti, dopo aver colpito una traversa nella prima frazione di gioco, consentendo alla formazione romana di vincere in rimonta (4-1). Nella successiva trasferta di Udine l'attaccante calabrese va ancora in gol - il terzo in quattro giorni -, portando così in vantaggio la formazione romana sull'Udinese (1-1) con un colpo di testa. Realizza il quarto gol consecutivo (in tre partite) negli ottavi di finale di Coppa Italia contro il Palermo, segnando al 74' su assist di Mauro Zárate la rete del definitivo 2-0. Realizza poi altre tre reti nelle successive 14 partite di campionato (delle quali ne gioca dieci), contro Sampdoria, Cagliari e Napoli.
Fatale, invece, il suo errore dal dischetto il 18 aprile durante il derby capitolino con la Roma sul risultato di 1-0 per i biancocelesti, che poi saranno raggiunti e superati dai giallorossi per 2-1. Già nella giornata successiva si riscatta proprio contro la sua ex squadra, il Genoa a Marassi, segnando il gol della vittoria (1-2). L'ultimo sigillo stagionale lo mette a segno ancora ai danni dell'Udinese nella vittoria per 3-1. Il 22 giugno 2010 viene ufficializzata dal presidente Lotito la conferma del riscatto per 8,5 milioni di euro in rate con pagamento in tre anni. Il giocatore subisce un lieve infortunio da cui si rimette pochi giorni dopo, rientrando in occasione della gara casalinga con il Milan e mettendo a segno la rete del pareggio laziale su assist del brasiliano Hernanes.
Diventa subito una pedina inamovibile della squadra, tanto che il mister Edy Reja lo definisce un "regista d'attacco". Va di nuovo in gol alla settima giornata contro il Bari deviando fortunosamente un tiro di Mauri, che servirà l'assist vincente al centravanti calabrese anche nella gara successiva con il Cagliari, vinta per 2-1 dagli uomini di Reja. Il 14 e il 21 novembre segna altre due reti: la prima contro il Napoli, dopo un fraseggio con i compagni di squadra Hernanes e Zarate, la seconda nella trasferta di Parma, dove su calcio d'angolo riesce a colpire il pallone, che finisce in porta dopo una deviazione di un difensore crociato. Va a segno dopo una bella azione anche il 23 gennaio a Bologna, portando in vantaggio la Lazio, ma ciò non basta a evitare la sconfitta per 3-1. Segna l'ultimo gol della stagione nella vittoriosa trasferta di Catania (1-4).
Il 31 agosto 2011 si trasferisce al Parma in prestito oneroso per 1,5 milioni di euro con il diritto di riscatto fissato a 5,5 milioni. Dopo un inizio di campionato segnato da un infortunio, il 18 dicembre realizza la sua prima rete in gialloblu, sbloccando il match contro il Lecce. Si ripete una settimana dopo andando in gol contro il Catania. Nell'anticipo serale del 31 marzo 2012 l'attaccante mette a segno una doppietta contro la sua ex squadra, la Lazio, consentendo ai ducali di vincere sulla compagine romana per 3-1. Nell'anticipo serale del 21 aprile segna il gol del momentaneo 2-0, consentendo agli emiliani di vincere sul Cagliari per 3-0. Sigla il gol del definitivo 2-0 nella vittoriosa trasferta di Siena: è il sesto successo consecutivo della squadra emiliana, che fissa il suo nuovo record per la Serie A. Nell'estate del 2012 torna nuovamente a Roma, dopo che il Parma rinuncia al riscatto dell'attaccante calabrese.
Il nuovo tecnico biancoceleste Vladimir Petković lo utilizza poco in campionato, tuttavia si ritaglia molto spazio in Europa League, dove va in gol contro Panathinaikos (vittoria per 3-0) e Maribor, con una doppietta (vittoria esterna per 4-1). Il 13 gennaio 2013 torna a segnare in campionato realizzando il primo gol nella gara casalinga contro l'Atalanta (partita terminata 2-0 in favore della squadra romana). Segna di nuovo nel match successivo contro il Palermo, terminato sul punteggio di 2-2. Il 29 gennaio 2013 segna al 93º minuto, il gol qualificazione per la finale di Coppa Italia contro la Juventus, la partita è stata vinta dai biancocelesti per 2-1. Si ripete il 9 febbraio segnando la rete del momentaneo 1-0 contro il Napoli, partita poi terminata 1-1. Il 26 maggio 2013 vince la Coppa Italia battendo in finale la Roma per 1-0. Il 18 agosto 2013 perde la Supercoppa italiana 2013 contro la Juventus per 4-0. Il 3 ottobre 2013 segna una doppietta che regala il pareggio contro i turchi del Trabzonspor nella seconda giornata di Europa League.

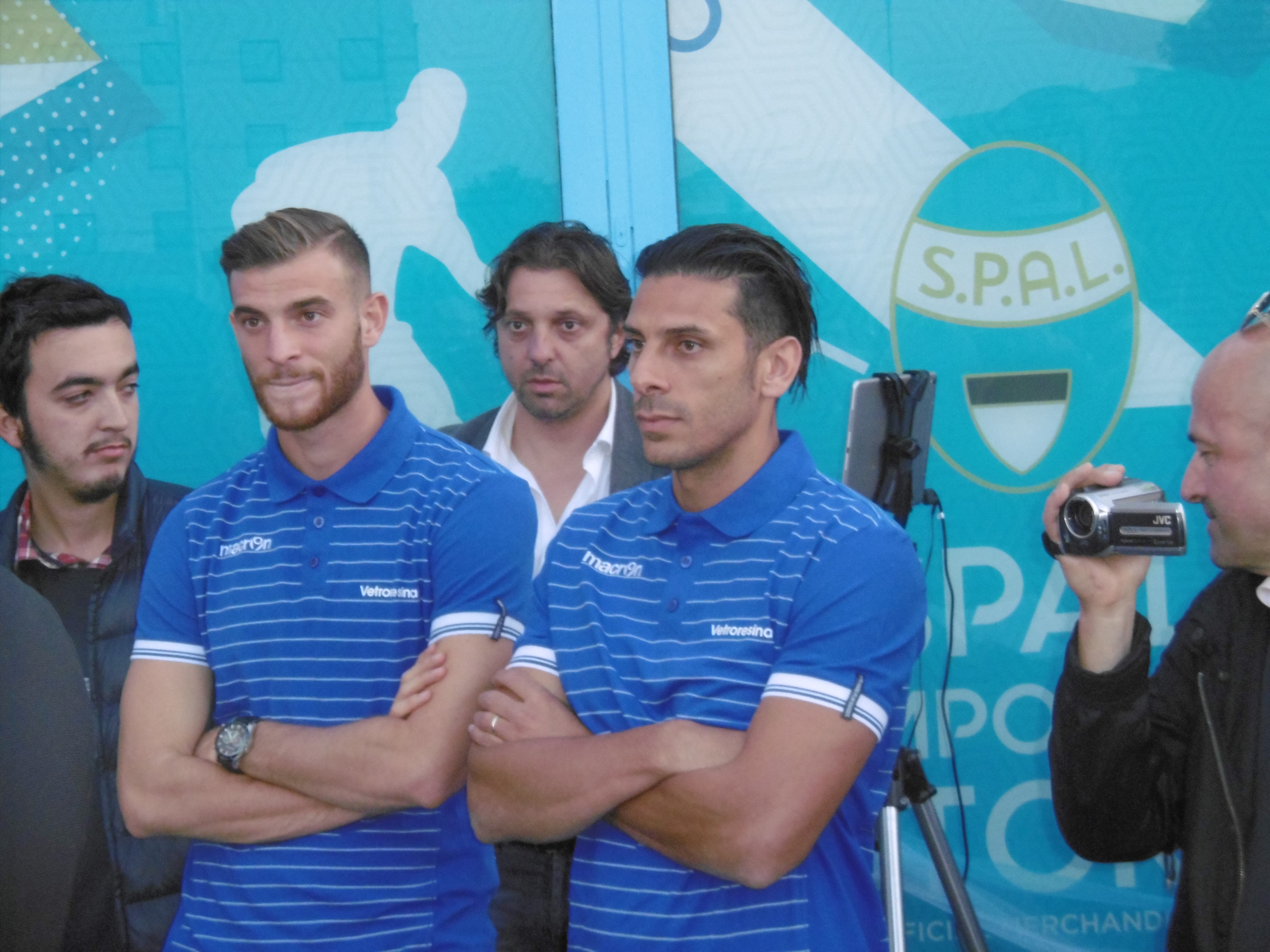
Francesco Vicari e Sergio Floccari all'inaugurazione del nuovo Temporary Store SPAL a Ferrara presso l'ex edicola del Centro Commerciale “Il Castello”

Il 30 gennaio 2014 si trasferisce a titolo definitivo al Sassuolo. Esordisce con la nuova maglia il 2 febbraio  giocando titolare nella partita casalinga persa dai neroverdi contro l'Hellas Verona per 2-1. Segna il suo primo gol con i neroverdi proprio contro la sua ex squadra, gol del momentaneo 1-1, nella sconfitta esterna finita per 3-2.
L'11 gennaio 2016 passa a titolo definitivo al Bologna, squadra in cui segna il suo primo gol il 24 gennaio proprio contro il Sassuolo, sua ex squadra, siglando il definitivo 2-0.
Nel gennaio 2017, durante la sessione invernale del calciomercato, si trasferisce a titolo definitivo alla SPAL, con cui Floccari va immediatamente a segno sia nella prima che nella seconda gara di campionato successive al suo arrivo. A fine anno ottiene la promozione in Serie A. Il 21 agosto 2019 diventa ufficialmente il nuovo capitano della SPAL, dopo aver già indossato precedentemente la fascia in varie occasioni. Il 18 agosto 2020, nonostante la retrocessione del club in Serie B, rinnova il contratto con gli estensi per un altro anno rimanendo poi svincolato l’anno seguente dopo aver messo insieme 110 presenze e 17 gol con gli estensi.

#### Nazionale
Nell'ottobre 2010 l'attaccante calabrese riceve la prima convocazione in nazionale, da parte del commissario tecnico Cesare Prandelli, per le partite di qualificazione al campionato d'Europa 2012 contro Irlanda del Nord e Serbia, in sostituzione dell'infortunato Alberto Gilardino, senza tuttavia scendere in campo.

### Dopo il ritiro
Nell'estate del 2021 entra a far parte della squadra di commentatori di DAZN.
Nell'aprile del 2022 consegue il diploma da direttore sportivo, dopo aver completato il corso ufficiale indetto dalla FIGC.
Nell’estate del 2023 diventa coordinatore tecnico del settore giovanile del Monza  e supera l’esame da allenatore UEFA A: potrà così allenare qualsiasi squadra giovanile e femminile oltre alle squadre maschili fino alla Serie C; inoltre potrà fare l’allenatore in seconda in Serie A e B.

## Statistiche

### Presenze e reti nei club
| Stagione        | Squadra         | Campionato      | Campionato | Campionato | Coppa nazionale | Coppa nazionale | Coppa nazionale | Coppe europee | Coppe europee | Coppe europee | Altre coppe | Altre coppe | Altre coppe | Totale | Totale |
| Stagione        | Squadra         | Comp            | Pres       | Reti       | Comp            | Pres            | Reti            | Comp          | Pres          | Reti          | Comp        | Pres        | Reti        | Pres   | Reti   |
| --------------- | --------------- | --------------- | ---------- | ---------- | --------------- | --------------- | --------------- | ------------- | ------------- | ------------- | ----------- | ----------- | ----------- | ------ | ------ |
| 1997-1998       | Avezzano        | C2              | 11         | 1          | -               | -               | -               | -             | -             | -             | -           | -           | -           | 11     | 1      |
| 1998-1999       | Montebelluna    | CND             | 3          | 0          | -               | -               | -               | -             | -             | -             | -           | -           | -           | 3      | 0      |
| 1999-2000       | Mestre          | C2              | 0          | 0          | -               | -               | -               | -             | -             | -             | -           | -           | -           | 0      | 0      |
| 2000-2001       | Mestre          | C2              | 4          | 0          | -               | -               | -               | -             | -             | -             | -           | -           | -           | 4      | 0      |
| Totale Mestre   | Totale Mestre   | Totale Mestre   | 4          | 0          |                 | -               | -               |               | -             | -             |             | -           | -           | 4      | 0      |
| 2001-2002       | Faenza          | C2              | 33         | 10         | CI-C            | 1               | 1               | -             | -             | -             | -           | -           | -           | 34     | 11     |
| 2002-gen. 2003  | Genoa           | B               | 9          | 1          | CI              | 2               | 0               | -             | -             | -             | -           | -           | -           | 11     | 1      |
| gen.-giu. 2003  | Rimini          | C2              | 13+1       | 2+0        | CI-C            | -               | -               | -             | -             | -             | -           | -           | -           | 14     | 2      |
| 2003-2004       | Rimini          | C1              | 24+2       | 10+0       | CI-C            | 0               | 0               | -             | -             | -             | -           | -           | -           | 26     | 10     |
| 2004-2005       | Rimini          | C1              | 31         | 7          | CI+CI-C         | 3+1             | 0+2             | -             | -             | -             | SL-C1       | 2           | 1           | 37     | 10     |
| 2005-gen. 2006  | Rimini          | B               | 18         | 2          | CI              | 2               | 0               | -             | -             | -             | -           | -           | -           | 20     | 2      |
| Totale Rimini   | Totale Rimini   | Totale Rimini   | 86+3       | 21         |                 | 6               | 2               |               | -             | -             |             | 2           | 1           | 97     | 24     |
| gen.-giu. 2006  | Messina         | A               | 18         | 3          | CI              | -               | -               | -             | -             | -             | -           | -           | -           | 18     | 3      |
| 2006-2007       | Messina         | A               | 27         | 2          | CI              | 4               | 0               | -             | -             | -             | -           | -           | -           | 31     | 2      |
| Totale Messina  | Totale Messina  | Totale Messina  | 45         | 5          |                 | 4               | 0               |               | -             | -             |             | -           | -           | 49     | 5      |
| 2007-2008       | Atalanta        | A               | 34         | 8          | CI              | 1               | 0               | -             | -             | -             | -           | -           | -           | 35     | 8      |
| 2008-2009       | Atalanta        | A               | 33         | 12         | CI              | 1               | 0               | -             | -             | -             | -           | -           | -           | 34     | 12     |
| Totale Atalanta | Totale Atalanta | Totale Atalanta | 67         | 20         |                 | 2               | 0               |               | -             | -             |             | -           | -           | 69     | 20     |
| 2009-gen. 2010  | Genoa           | A               | 11         | 4          | CI              | 0               | 0               | UEL           | 4             | 1             | -           | -           | -           | 15     | 5      |
| Totale Genoa    | Totale Genoa    | Totale Genoa    | 20         | 5          |                 | 2               | 0               |               | 4             | 1             |             | -           | -           | 26     | 6      |
| gen.-giu. 2010  | Lazio           | A               | 17         | 8          | CI              | 1               | 1               | UEL           | 0             | 0             | SI          | 0           | 0           | 18     | 9      |
| 2010-2011       | Lazio           | A               | 30         | 8          | CI              | 1               | 0               | -             | -             | -             | -           | -           | -           | 31     | 8      |
| 2011-2012       | Parma           | A               | 28         | 8          | CI              | 0               | 0               | -             | -             | -             | -           | -           | -           | 28     | 8      |
| 2012-2013       | Lazio           | A               | 22         | 5          | CI              | 4               | 1               | UEL           | 10            | 4             | -           | -           | -           | 36     | 10     |
| 2013-gen. 2014  | Lazio           | A               | 14         | 0          | CI              | 0               | 0               | UEL           | 6             | 4             | SI          | 1           | 0           | 21     | 4      |
| Totale Lazio    | Totale Lazio    | Totale Lazio    | 83         | 21         |                 | 6               | 2               |               | 16            | 8             |             | 1           | 0           | 106    | 31     |
| gen.-giu. 2014  | Sassuolo        | A               | 15         | 1          | CI              | 0               | 0               | -             | -             | -             | -           | -           | -           | 15     | 1      |
| 2014-2015       | Sassuolo        | A               | 27         | 2          | CI              | 2               | 0               | -             | -             | -             | -           | -           | -           | 29     | 2      |
| 2015-gen. 2016  | Sassuolo        | A               | 7          | 4          | CI              | 0               | 0               | -             | -             | -             | -           | -           | -           | 7      | 4      |
| Totale Sassuolo | Totale Sassuolo | Totale Sassuolo | 49         | 7          |                 | 2               | 0               |               | -             | -             |             | -           | -           | 51     | 7      |
| gen.-giu. 2016  | Bologna         | A               | 18         | 2          | CI              | 0               | 0               | -             | -             | -             | -           | -           | -           | 18     | 2      |
| 2016-gen. 2017  | Bologna         | A               | 5          | 0          | CI              | 0               | 0               | -             | -             | -             | -           | -           | -           | 5      | 0      |
| Totale Bologna  | Totale Bologna  | Totale Bologna  | 23         | 2          |                 | 0               | 0               |               | -             | -             |             | -           | -           | 23     | 2      |
| gen.-giu. 2017  | SPAL            | B               | 16         | 7          | CI              | -               | -               | -             | -             | -             | -           | -           | -           | 16     | 7      |
| 2017-2018       | SPAL            | A               | 20         | 3          | CI              | 1               | 0               | -             | -             | -             | -           | -           | -           | 21     | 3      |
| 2018-2019       | SPAL            | A               | 20         | 3          | CI              | 1               | 1               | -             | -             | -             | -           | -           | -           | 21     | 4      |
| 2019-2020       | SPAL            | A               | 24         | 1          | CI              | 2               | 1               | -             | -             | -             | -           | -           | -           | 26     | 2      |
| 2020-2021       | SPAL            | B               | 23         | 1          | CI              | 3               | 0               | -             | -             | -             | -           | -           | -           | 26     | 1      |
| Totale SPAL     | Totale SPAL     | Totale SPAL     | 103        | 15         |                 | 7               | 2               |               | -             | -             |             | -           | -           | 110    | 17     |
| Totale carriera | Totale carriera | Totale carriera | 555+3      | 115        |                 | 30              | 7               |               | 20            | 9             |             | 3           | 1           | 611    | 132    |

## Palmarès

### Club
- Campionato italiano Serie C1: 1

Rimini: 2004-2005
- Supercoppa di Lega di Serie C: 1

Rimini: 2005
- Coppa Italia: 1

Lazio: 2012-2013
- Campionato italiano di Serie B: 1

SPAL: 2016-2017